# Pedro Armendáriz
Ne doit pas être confondu avec Pedro Armendáriz (fils), son fils
Pour les articles homonymes, voir Armendáriz.
Pedro Armendáriz, né le 9 mai 1912 à Mexico et mort le 18 juin 1963 à Los Angeles, est un acteur mexicain.

## Biographie
Pedro Armendáriz fait ses études à l'école de San Antonio au Texas puis à l'Institut Polytechnique de Californie. Il commence sa carrière de comédien au théâtre à Mexico au début des années 1930. Il tourne son premier film en 1935. Personnalité forte et haute en couleur, il contribue largement à la renommée du cinéma mexicain. Sa carrière s'internationalise après la Seconde Guerre mondiale avec des films aux États-Unis, en France, en Italie.
Atteint d'un cancer, Pedro Armendáriz se suicide le 18 juin 1963 dans sa chambre d'hôpital à Los Angeles juste après avoir tourné ses scènes dans Bons Baisers de Russie.
Son fils Pedro Armendáriz Jr. (1940-2011) est aussi acteur. Il est apparu dans le James Bond Permis de tuer en 1989, vingt-six ans après le rôle tenu par son père dans Bons Baisers de Russie.

## Filmographie partielle
Armendáriz a tourné dans 93 films, dont 14 avec son compatriote Emilio Fernández.
- 1942 : Soy Puro Mexicano, son premier film avec Emilio Fernández : Guadalupe Padilla
- 1943 : María Candelaria d'Emilio Fernández, qui le révèle au public : Lorenzo Rafael
- 1943 : L'Ouragan (Flor silvestre) d'Emilio Fernández : José Luis Castro
- 1944 : Le Corsaire noir (El corsario negro) de Chano Urueta : le corsaire noir
- 1947 : La Perle (La perla) d'Emilio Fernández : Quino
- 1947 : Dieu est mort (The Fugitive) de John Ford : un lieutenant de police
- 1948 : Le Fils du désert (Three Godfathers) de John Ford : Pedro Roca Fuerte
- 1948 : Le Massacre de Fort Apache (Fort Apache) de John Ford : Sergent Beaufort
- 1949 : Les Insurgés (We were strangers) de John Huston : Armando Ariete
- 1949 : Tulsa (Tulsa) de Stuart Heisler : Jim Redbird
- 1949 : La Mal aimée (La Malquerida) d'Emilio Fernández : Esteban
- 1952 : La nuit avance (La noche avanza) de Roberto Gavaldón : Marcos Arizmendi

- 1953 : L'Enjôleuse (El Bruto) de Luis Buñuel : Pedro, el bruto
- 1953 : Les Amants de Tolède d'Henri Decoin : Don Alvaro Blas Basto y Mosquera
- 1953 : Lucrèce Borgia de Christian-Jaque : César Borgia
- 1954 : Les Rebelles (Border River) de George Sherman : Général Calleja
- 1954 : Fortune carrée de Bernard Borderie : Igricheff
- 1955 : La Revanche de Pablito (The Littlest Outlaw) de Roberto Gavaldón : Général Torres
- 1955 : Tam-tam (Tam tam mayumbe) de Folco Quilici et Gian Gaspare Napolitano : Martinez
- 1956 : Le Conquérant (The Conqueror) de Dick Powell : Jamuga
- 1956 : Diane de Poitiers (Diane de Poitiers) de David Miller : François Ier
- 1956 : Hommes et Loups (Uomini e Lupi) de Giuseppe De Santis : Giovanni, il luparo
- 1957 : Manuella fille de rien (Manuela) de Georges Hamilton : Mario Costanza
- 1957 : Trafic à La Havane (The Big Boodle) de Richard Wilson : Colonel Mastegui
- 1958 : The Little savage de Byron Haskin : El Tiburon
- 1959 : Le Tumulte des sentiments (Flor de mayo (Topolobampo)) de Roberto Gavaldón : Pepe Gamboa
- 1959 : La cucaracha d'Ismael Rodríguez : Colonel Valentin Razo
- 1959 : L'Aventurier du Rio Grande (The Wonderful Country) de Robert Parrish : Don Cipriano Castro
- 1959 : Asi era Pancho Villa d'Ismael Rodríguez : Pancho Villa
- 1960 : El Indulto son dernier film avec Emilio Fernández : Lucas Sanchez Parrondo
- 1961 : François d'Assise  (Francis of Assisi) de Michael Curtiz : le Sultan
- 1961 : Les Frères Del Hierro (Los hermanos Del Hierro) d'Ismael Rodríguez : Général
- 1962 : Les Titans (Arrivano i titani) de Duccio Tessari : Cadmo
- 1963 : Capitaine Sinbad (Captain Sinbad) de Byron Haskin : El Kerim
- 1963 : Bons Baisers de Russie (From Russia with Love) de Terence Young : Kerim Bey